# Hörigkeit (Psychologie)
Dieser Artikel wurde auf der Qualitätssicherungsseite des Wikiprojekts Psychologie eingetragen. Dies geschieht, um die Qualität der Artikel aus dem Themengebiet Psychologie zu verbessern. Dabei werden Artikel verbessert oder auch zur Löschung vorgeschlagen, wenn sie nicht den Kriterien der Wikipedia entsprechen. Hilf mit bei der Verbesserung und beteilige dich an der Diskussion im Projekt Psychologie.
Das Wort Hörigkeit benennt eines der möglichen Abhängigkeitsverhältnisse zwischen Menschen.

## Begriff
Ursprünglich meinte Hörigkeit die rechtliche Abhängigkeit eines Bauern von seinem Grundherren, eine Rechtsform, welche im Mittelalter entstand und bis ins frühe 19. Jahrhundert verbreitet blieb. Heute bezeichnet man damit die Unterwerfung des eigenen Willens unter die Macht einer anderen Person oder einer Gruppe. Diese Unterwerfung kann erzwungen bzw. mehr oder weniger freiwillig erfolgen und ohne dass sich die betroffene Person dessen bewusst sein muss. Der österreichische Psychologe Werner Stangl definiert den Begriff in seinen Arbeitsblättern: „Unter Hörigkeit versteht man ganz allgemein die gefühlsmäßige Bindung an andere Menschen in einem Ausmaß, in dem die persönliche Freiheit und menschliche Würde aufgegeben werden.“ Dabei würden die „Grenzen von Recht und Moral mißachtet“.

## Ausprägungen
Anders als beim Gehorsam ist ein psychisches Abhängigkeitsverhältnis der Grund für das bedingungslose Befolgen der Wünsche des Gegenübers und den blinden Glauben an seine Aussagen. Die Basis dieser Art von Abhängigkeit kann sexueller aber auch anderer Natur sein. In der Regel wird bei Hörigkeit von Außenstehenden eine missbräuchliche Nutzung des Abhängigkeitsverhältnisses wahrgenommen, was oft auch tatsächlich der Fall ist, beispielsweise in Fällen von Zuhälterei, in manchen Sekten und auch immer wieder in Paarbeziehungen. Von beiden Seiten gewollt ist die Hörigkeit in der Finanziellen Dominanz, einer Spielart des BDSM, die es in der heutigen Form erst seit der Einführung des Internets gibt.
Die 1941 geborene Soziologin und Politikwissenschaftlerin Sigrid Chamberlain, die durch ihr 2016 in sechster Auflage erschienenes anthropologisches Sachbuch Adolf Hitler, die deutsche Mutter und ihr erstes Kind bekannt wurde, brachte den Hörigkeitsbegriff in Verbindung mit nationalsozialistischer Erziehung, wie sie von Johanna Haarer in deren seinerzeitigem Bestseller Die deutsche Mutter und ihr erstes Kind propagiert wurde:

„Ein Kind, das vom Beginn seines Lebens an einer nationalsozialistischen Erziehung unterworfen wird, wächst auf mit einer tiefen und immer ungestillten Sehnsucht nach Verbundensein, was es nie kennengelernt hat. Diese immer virulente Sehnsucht nach etwas Unbekanntem macht es anfällig für Hörigkeitsverhältnisse und symbiotische Verstrickungen; es ist prädestiniert dafür, den angeblich magischen oder hypnotisierenden Augen eines Menschen zu erliegen, der vorgibt, es zu verstehen und ihm verspricht, es in einer größeren Gemeinschaft, zum Beispiel der Volksgemeinschaft, aufgehen zu lassen.“

Das Thema Hörigkeit wurde in zahlreichen wissenschaftlichen Disziplinen bearbeitet und fand nicht zuletzt mit der Ballade von der sexuellen Hörigkeit Eingang in die Dreigroschenoper von Kurt Weill und Bertolt Brecht.
Die Gestalttherapeutin Karin Daecke, die in ihrer therapeutischen Arbeit Erfahrungen mit durch Sekten geschädigten Patientinnen und Patienten sammeln konnte, bringt den Hörigkeitsbegriff für diese Klientel mit der Wirkung einer „esoterisch-spirituellen Introjektionsmacht“ in Verbindung.